# Joseph Pfleger (Politiker, 1872)

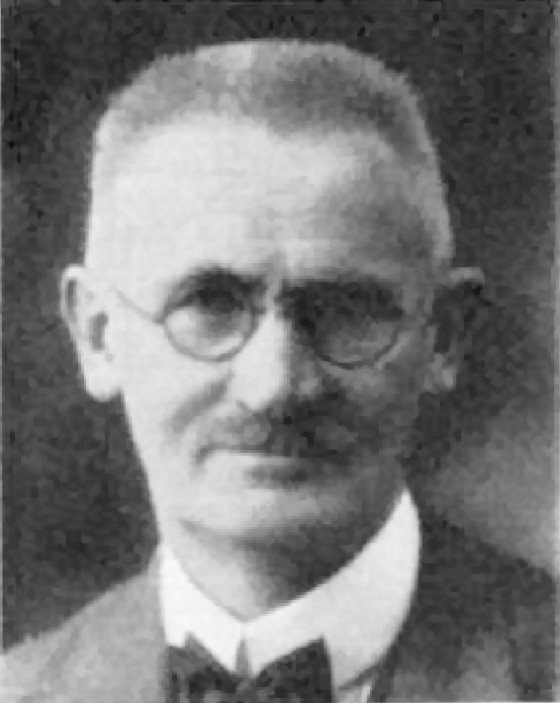
Joseph Pfleger

Franz Joseph Pfleger (auch Franz Josef Pfleger, Franz Pfleger und Josef Pfleger, * 31. August 1872 in Pressath; † 4. Februar 1964 in Weiden in der Oberpfalz) war ein deutscher Rechtsanwalt und Politiker (BVP, Zentrum, CSU).

## Leben
Pfleger wurde 1872 als Sohn eines Landwirts und Kaufmanns in Pressath geboren, wo er von 1878 bis 1883 die Volksschule besuchte. Anschließend besuchte er das Kgl. Humanistische Gymnasium in Amberg, wo er 1891 das Abitur bestand, und danach ging er auf die Universität München. Er studierte Rechts- und Staatswissenschaften und promovierte 1896 mit dem Thema Die tathsächlichen Ergebnisse der Reichsbörsenenquete. Nach dem Abschluss arbeitete er ab 1899 als Rechtsanwalt in Weiden.
Pfleger war Mitbegründer der Porzellanmanufaktur Bavaria AG Ullersricht, die im Februar 1920 ins Handelsregister eingetragen wurde.

### Weimarer Republik

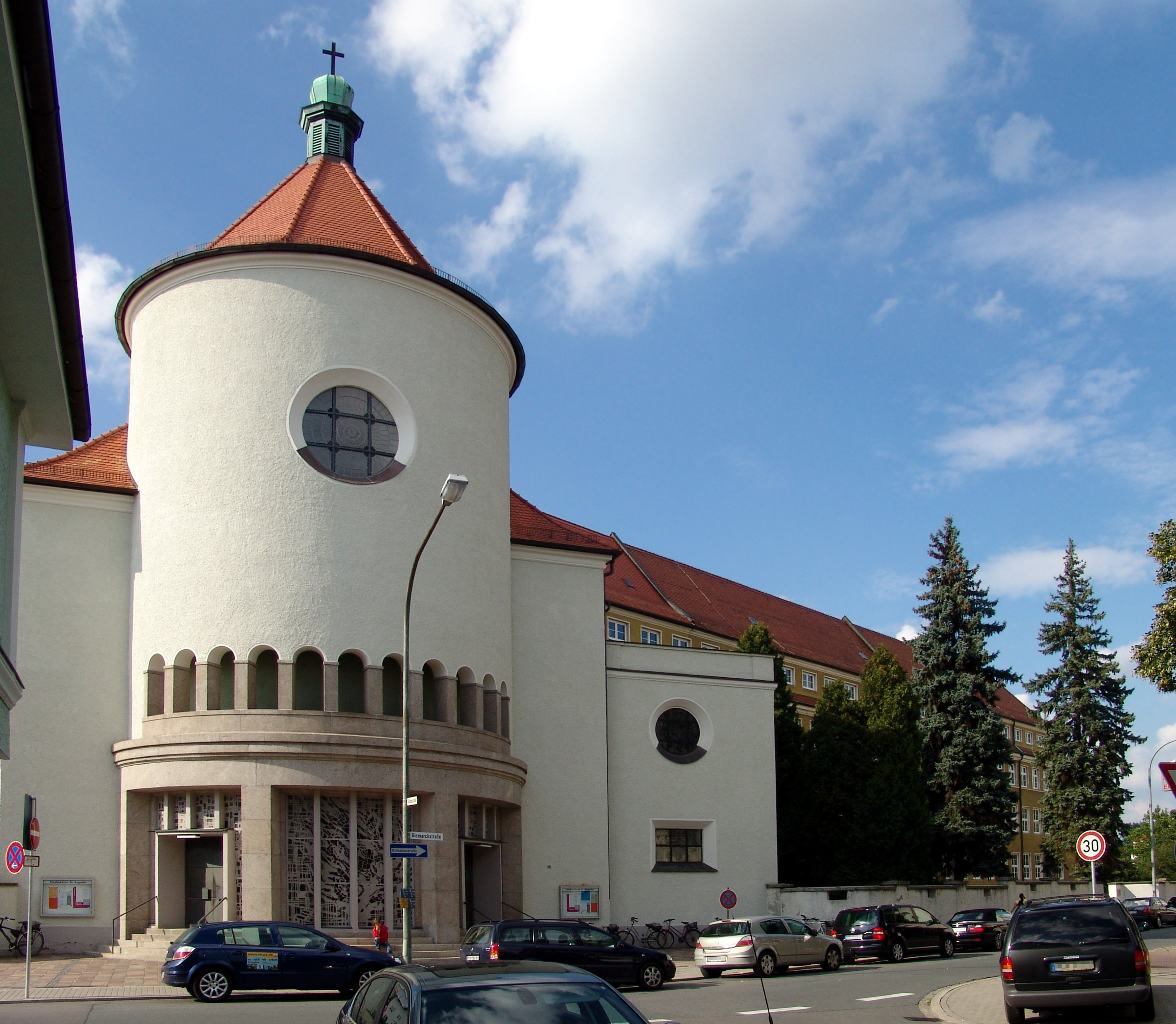
Ehemalige Kirche St. Augustin mit angeschlossenem und ebenfalls aufgelöstem Kloster und Studienseminar, das Pfleger lebenslang unterstützte

Pfleger verfasste mehrere Aufsätze und Schriften. Er gehörte als Mitglied des Zentrums erstmals von 1912 bis 1918 dem Reichstag an, in dem er den Wahlkreis Oberpfalz 5 (Neustadt an der Waldnaab) vertrat. und später als Mitglied der Bayerischen Volkspartei nochmals für den Wahlkreis 25 (Niederbayern) von 1924 bis 1933 sowie auch von 1924 bis 1928 im Bayerischen Landtag. In diese Zeit fällt auch der Beginn seines lebenslangen Engagements für das katholische Studienseminar St. Augustin in Weiden.

### Zeit des Nationalsozialismus
Während der Zeit des Nationalsozialismus arbeitete Pfleger weiterhin als Rechtsanwalt. Da er in seiner Praxis auch Juden vertrat, wurde seine Kanzlei und Wohnung im Rahmen der Novemberpogrome 1938 (Reichskristallnacht) verwüstet und Pfleger mehrfach verhaftet. Die Einleitung des Verfahrens und die Streichung aus der Anwaltsliste beantragte der damals amtierende Oberbürgermeister Weidens Hans Harbauer. 1943 wurde er per Erlass des Reichsjustizministers zwangsweise pensioniert, 1944 entzog man ihm die Zulassung.

### Nachkriegsjahre
Nach dem Krieg trat er der CSU bei und wurde am 22. Mai 1945 vom Kommandeur der 11. US-Panzerdivision (US-Militärregierung) mit Zustimmung der Sozialdemokraten kommissarisch als 1. Bürgermeister der Stadt Weiden eingesetzt. Bei der initialen Kontaktaufnahme für diesbezügliche Verhandlungen zeigte sich Pfleger deutlich verunsichert und vorsichtig. Der Schlosser Nikolaus Rott (SPD) wurde kommissarischer 2. Bürgermeister. Berater wurden Xaver Heuberger und Gottlieb Linz (beide später Wiederbegründer der Weidener SPD). Im Juni 1946 wurde er vom gewählten Stadtrat in das Amt des Oberbürgermeisters gewählt und verblieb dort bis Juni 1948. Er war Mitglied der Verfassunggebenden Bayerischen Landesversammlung, ab 1946 Alterspräsident der Bayerischen Landesversammlung.
Ab 1948 war er wieder als Rechtsanwalt tätig. In seine Kanzlei trat später auch sein Sohn Franz ein.
Joseph Pfleger verstarb im Alter von 92 Jahren. Seine Enkelin Anne, verheiratete Brünnig, ist heute ebenfalls als Rechtsanwältin in dritter Generation in der Kanzlei tätig.

## Auszeichnungen/Ehrungen
- 1927: Ehrenmitgliedschaft des katholischen Studienseminars St. Augustin, Weiden
- 4. Juli 1952: Bundesverdienstkreuz am Bande
- 27. März 1953: Ehrenbürgerschaft der Stadt Weiden
- Benennung der Dr.-Pfleger-Straße, Weiden